# 小平桂一
小平 桂一（こだいら けいいち、1937年2月20日 - ）は、日本の天文学者、理学博士（東京大学・論文博士・1967年）。東京大学名誉教授。専門は天文学・銀河物理。英国天文学会・海外フェロー会員。元日本学術振興会ボン研究連絡センター長。瑞宝重光章受章。

## 人物
東京府（現・東京都）出身。少年時代はアマチュアとして天文活動を行っていて、「川崎坊や」と呼ばれていた。東京都立日比谷高等学校を経て、東京大学理学部物理学科卒業、東京大学大学院数物系研究科天文学専攻修士課程修了、キール大学でアルブレヒト・ウンゼルトに師事し、同大学院物理学専攻博士課程修了。
カリフォルニア工科大学客員研究員、東大理学部助教授、ハイデルベルク大学客員教授を経て1982年に東京大学東京天文台教授となり、1988年に国立天文台教授（東京大学教授・併任）、1994年古在由秀の後を継いで国立天文台の2代目台長に就任。すばる望遠鏡の建設に尽力した。
2000年4月まで国立天文台長を、2001年から2008年まで総合研究大学院大学学長を務めた。
妻は、キール大学留学中に知り合ったドイツ人女性。娘はスポーツキャスター・小平桂子アネット。

## 略歴
- 川崎市立元住吉小学校5年 初めて東京天文台を見学
- 中学校 川崎天文同好会入会（箕輪敏行先生の紹介）
- 1955年 - 都立日比谷高等学校普通科卒業
- 1955年 - 国立東京大学理科2類入学
- 1957年 - 東京大学理学部物理学科入学
- 1959年 - 東京大学大学院理学系研究科物理学専攻入学
- 1961年 - 東京大学大学院数物系研究科天文学専攻修士課程修了
- 1964年 - キール大学（ドイツ）物理学科博士課程修了（理学博士号）
- 1965年 - 東京大学大学院理学系研究科物理学専攻博士課程修了（理学博士号）
- 1965年 - 東京大学助手
- 1967年 - 理学博士（東京大学）論文の題は「Spectroscopic study of the A-type peculiar star HD221568(A型特異性HD221568の分光学的研究)」[1]。
- 1961年 - ドイツ・キール大学大学院物理学専攻博士課程に留学（ドイツ学術交流会DAAD奨学生）[2]
- 1974年 - 東京大学理学部物理学科助教授
- 1980年 - 東京大学理学部物理学科教授
- 1988年 - 国立天文台理論研究部教授
- 1994年 - 国立天文台台長・総合研究大学院大学・天文学科専攻長
- 2000年 - 国立天文台長退任、東京大学名誉教授、国立天文台名誉教授、ハワイ大学特別連携教授、ベルリン工科大学客員
- 2001年 - 総合研究大学院大学学長
- 2008年 - 総合研究大学院大学学長退任後、名誉教授
- 2008年 - 日本学術振興会ボン研究連絡センター長（2018年まで）[3]。世界天文年2009日本委員会・募金委員
- 2017年4月 - 瑞宝重光章受章[4]

## 業績
- 最大の業績は、日本の研究機関としては初めて海外に研究施設の建設を行ったこと（国立天文台ハワイ観測所）。前例主義で、中々動かなかった文部科学省や関係省庁を説得して、プロジェクトマネージャーとして大型望遠鏡計画を実現させたこと。
- 研究者としては、活動銀河核の観測を提唱したり恒星の位置天文学領域での研究をはじめとして、恒星進化論などにおいて精密な観測方法を探究。

## 著書
- 『恒星の世界』（恒星社厚生閣 現代天文学講座6 1980年）
- 『恒星と銀河』（産業図書 物理学の廻廊 1982年）
- 『現代天文学入門』（中央公論社 中公新書 1985年）
- 『新しい宇宙像の探求』』（岩波書店 1990年）
- 『現代の宇宙像・銀河と活動的銀河核』（培風館 1991年）
- 『宇宙の果てまで』（文藝春秋 1999年）

## 編書
- 『新しい宇宙の探究』（岩波書店 1990年）

## 訳書
- 『きみたちも科学者になれる』（ドン・ハーバートム著 荒地出版社 1961年）
- 『現代天文学』（A.ウンゼルト著 岩波書店 1968年）

## 監修書
- 『カラー天文百科』（ハーマン原著 平凡社 1976年）
- 『天文の事典』（平凡社 1987年）